# Triprolidyna
Triprolidyna – lek należący do grupy pochodnych pirolidyny, silny antagonista receptora histaminowego typu H1, działający kompetycyjnie.
Triprolidyna nieznacznie działa hamująco na ośrodkowy układ nerwowy, co może powodować wystąpienie objawów senności. W nieżytach nosa powoduje zmniejszenie obrzęku błony śluzowej i wydzielania śluzu, a także świądu i kichania.